# Вівчаренко Михайло Ісакович
Вівчаренко Михайло Ісакович (19.03.1928, с. Бодаква Лохвицького району, Полтавської області — 10.10.2008, там само)  — новатор сільськогосподарського виробництва, Герой Соціалістичної Праці (1973).
Закінчив 7-класну школу, у 1950-1953 служив у Радянській армії. Працював комбайнером. 
Нагороджений орденом Леніна (1966).